# WTO iLibrary
Die WTO iLibrary ist eine Fachdatenbank und Online-Bibliothek der Welthandelsorganisation (WTO).

## Inhalt
Die WTO iLibrary ist eine Datenbank für die gesammelten Ressourcen der Welthandelsorganisation. Die Datenbank wurde im Jahr 2018 eingerichtet und soll die verschiedenen Recherchematerialien der Welthandelsorganisation zusammen führen. Nach eigenen Angaben hat die Plattform mehr als eine Million Nutzer in mehr als 190 Staaten. Der vollständige Zugriff ist nur mit Lizenz möglich. Auf der Plattform werden jährlich etwa 70 Publikationen zum Welthandel veröffentlicht. Themen sind unter anderem Landwirtschaft, Dienstleistungen, Geistiges Eigentum und Umwelt.
Nach eigenen Angaben stellt die Plattform mit Stand Juni 2023 1.900 elektronische Publikationen bereit mit 15.000 Kapiteln. Zusätzlich sind 330 Arbeitspapiere, WTO Analytical Index, Datenbankzugriffe und Statistiken abrufbar. Außerdem sind alle Berichte von WTO-Panels und Appellate Body abrufbar. Die Publikationen sind im PDF- und HTML-Format abrufbar.